# Торниківський (струмок)
Торниківський — струмок в Україні, у Путильському районі Чернівецької області, правий доплив  Яловичери (басейн Дунаю).

## Опис
Довжина струмка приблизно 8 км. Формується з багатьох безіменних струмків.

## Розташування
Бере початок біля перевалу Семенчук. Тече переважно на південний схід і в селі Верхній Яловець впадає у річку Яловичеру, праву притоку Білого Черемошу.